# Body Blows (serie)
Body Blows es una saga de juegos de lucha para Amiga y DOS. Está compuesta por tres juegos creados por la compañía Team 17: Body Blows, 
Body Blows Galactic y Ultimate Body Blows.
Guarda ciertas similitudes con la saga de juegos Street Fighter, incluidas algunas combinaciones de botones.

## Body Blows
Fue publicado para Amiga y DOS en 1993. El juego es compatible con todos los sistemas Amiga, incluyendo el sistema CDTV con soporte joystick.
Disponía de tres modos de juego y 11 personajes (Dan, Nik, Lo Ray, Junior, Cossak, Doug, Maria, Mike, Ninja, Yit-U y Max (jugable este último en la versión PC empleando un truco)).

## Body Blows Galactic
Fue publicado para Amiga en 1993.
El argumento trata de un torneo intergaláctico en el que participan dos representantes por cada uno de los cinco planetas implicados (la Tierra, Titanica, Eclipse, Gellorn-5, Misma y Feminion).
Por ello en esta entrega aparecen personajes alienígenas, además de dos de los humanos de la entrega anterior (Dan y Junior, los representantes de la Tierra).

## Ultimate Body Blows
Fue publicado AmigaCD32 y DOS en 1994. Era una amalgama de las dos anteriores entregas de la saga, con personajes y escenarios de ambos juegos pero usando el HUD e interfaz del primero.

### Personajes
- Junior: Boxeador inglés.
- Yit-U: Humano de origen desconocido y con aspecto muy similar a Ryu de la saga Street Fighter
- Kai-Ti: Luchadora del planeta Feminion.
- Ninja: Ninja japonés.
- Tekno: Robot del planeta Titanica.
- Dug: Luchador estadounidense
- Dino: Pareja de dinosaurios (uno grande parecido a un velociraptor con un cuerno en la frente y a su espalda un pequeño dinosaurio verde) del planeta Jurasso.
- Kossak: Marino de la Unión Soviética.
- Warra: Ser glacial del planeta Eclipse.
- Maria: Luchadora española.
- Inferno: Ser de fuego del planeta Eclipse.
- Nik: Líder una banda, estadounidense. Hermano de Dan.
- Dragon: Reptil humanoide del planeta Jurasso.
- Mike: Luchador trajeado estadounidense.
- Azona: Luchadora sobre tabla voladora, del planeta Feminion.
- Lo Ray: Monje budista chino.
- Lazer Beak: Luchador del planeta Titanica, con gafas estilo Cíclope de los X-Men.
- Phantom: Ser fantasmal que lleva una túnica con capucha y un medallón dorado, del planeta Miasha.
- Dan: Líder una banda, estadounidense. Hermano de Nik.
- Puppet: Ser enmascarado cuya cabeza es una esfera, del planeta Miasha.